# Wilson Bethel

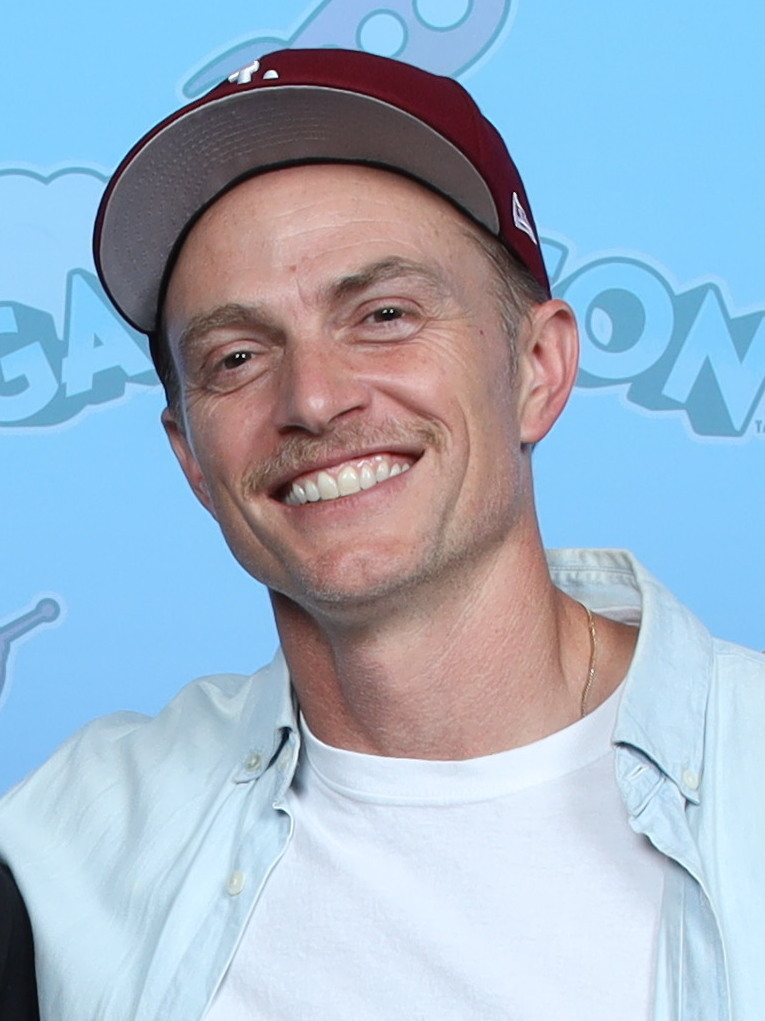
Wilson Bethel (2024)

Stephen Wilson Bethel (* 24. Februar 1984 in Hillsboro, New Hampshire) ist ein US-amerikanischer Schauspieler und Drehbuchautor.

## Leben
Wilson Bethel wurde in Hillsboro, New Hampshire als der Sohn der US-amerikanischen Schriftstellerin Joyce Maynard und des Künstlers Steve Bethel geboren und hat zwei Geschwister und mehrere Halbgeschwister. Er begann als Kind zu schauspielern, als er eine Grundschule mit künstlerischem Schwerpunkt besuchte.
Bethel hatte seine erste Rolle in der Fernsehserie O.C., California. Seinen Durchbruch hatte er in der Serie Hart of Dixie, in welcher er von 2011 bis 2015 mitspielte. Er bewarb sich für die Hauptrolle in Captain America – The First Avenger, die allerdings an Chris Evans ging. In der dritten Staffel Marvel’s Daredevil übernahm er die Rolle des Agent Benjamin „Dex“ Poindexter aka Bullseye und wurde somit einem größeren Publikum bekannt. Die Rolle hat er 2025 in der ersten Staffel Daredevil: Born Again wieder aufgenommen.
Im Jahr 2019 ergatterte Bethel eine Hauptrolle in der CBS-Anwaltsdramaserie All Rise als stellvertretender Bezirksstaatsanwalt Mark Callan.
Bethel hat bisher keinen festen deutschen Synchronsprecher. Am häufigsten lieh ihm Konrad Bösherz (fünfmal) seine Stimme.
Wilson Bethel ist verheiratet und Vater einer Tochter.

## Filmografie

### Als Schauspieler
- 2004: O.C., California (The O.C., Fernsehserie, Folge 1x20)
- 2005: JAG – Im Auftrag der Ehre (JAG, Fernsehserie, Folge 10x21)
- 2005: Navy CIS (NCIS, Fernsehserie, Folge 3x05)
- 2008: 1968 Tunnel Rats
- 2008: Generation Kill (Miniserie, 7 Folgen)
- 2008: Cold Case – Kein Opfer ist je vergessen (Cold Case, Fernsehserie, Folge 6x05)
- 2009–2011: Schatten der Leidenschaft (The Young and the Restless, Fernsehserie, 78 Folgen)
- 2011: The Perfect Student (Fernsehfilm)
- 2011: Stealing Summers
- 2011–2015: Hart of Dixie (Fernsehserie, 76 Folgen)
- 2012: Wyatt Earp’s Revenge
- 2012: Reception (Fernsehserie, 2 Folgen)
- 2013: Treme (Fernsehserie, Folge 4x03)
- 2014: American Koko (Fernsehserie, Folge 1x01)
- 2014: L.A. Rangers (Fernsehserie, 5 Folgen)
- 2015: Bates Motel (Fernsehserie, Folge 3x06)
- 2015: The Astronaut Wives Club (Fernsehserie, 8 Folgen)
- 2015: Blood & Oil (Fernsehserie, 3 Folgen)
- 2016: Criminal Minds (Fernsehserie, Folge 11x13)
- 2016–2017: How to Get Away with Murder (Fernsehserie, 4 Folgen)
- 2018: Marvel’s Daredevil (Fernsehserie, 11 Folgen)
- 2019–2023: All Rise – Die Richterin (Fernsehserie, 58 Folgen)
- seit 2025: Daredevil: Born Again (Fernsehserie)
- 2025: Untamed (Miniserie, 5 Folgen)

### Als Drehbuchautor
- 2012: Call Me Doctor